# Isla Sapelo
Isla Sapelo es una isla estadounidense ubicada en el condado de McIntosh, en el estado de Georgia. La isla, bajo protección estatal, es accesible solo por avión o en barco, con un ferry principal procedente del Centro de Visitantes de la isla de Sapelo en el condado de McIntosh, Georgia, a siete millas (11 km), o veinte minutos de viaje.
Aproximadamente el 97 % de la isla es propiedad del estado de Georgia y es administrado por el Departamento de Recursos Naturales de Georgia; el resto es de propiedad privada.
Sapelo se especula que fue el sitio donde se estableció San Miguel de Guadalupe, el efímero primer asentamiento europeo en lo que es en la actualidad los Estados Unidos. 
Durante el siglo XVII Sapelo era parte de la misión de Guale parte de la provincia de la Florida Española. A partir de 1680, varias misiones se fusionaron y se trasladaron a la isla bajo el control de la misión de Santa Catalina de Guale.
A principios de siglo XIX Thomas Spalding, un futuro senador de Georgia y representante de los EE. UU., compró la isla y la desarrolló como una plantación. 
En 1820, un faro fue construido en la isla. Aunque se mantuvo en oscuridad durante más de noventa años, fue reconstruido y se volvió a encender en 1998.